# Дифференциал (математика)
Дифференциа́л (от лат. differentia «разность, различие») — линейная часть приращения функции.

## Обозначения
Обычно дифференциал функции {\displaystyle f} обозначается {\displaystyle df}.
Некоторые авторы предпочитают обозначать {\displaystyle {\rm {d}}f} шрифтом прямого начертания, желая подчеркнуть, что дифференциал является оператором.
Дифференциал в точке {\displaystyle x_{0}} обозначается {\displaystyle d_{x_{0}}f}, а иногда {\displaystyle df_{x_{0}}} или {\displaystyle df[x_{0}]},
а также {\displaystyle df}, если значение {\displaystyle x_{0}} ясно из контекста.
Соответственно, значение дифференциала в точке {\displaystyle x_{0}} от {\displaystyle h}
может обозначаться как {\displaystyle d_{x_{0}}f(h)}, а иногда {\displaystyle df_{x_{0}}(h)} или {\displaystyle df[x_{0}](h)},
а также {\displaystyle df(h)}, если значение {\displaystyle x_{0}} ясно из контекста.

## Использование знака дифференциала
- Знак дифференциала используется в выражении для интеграла {\displaystyle \int f(x)\,dx}. При этом иногда (и не вполне корректно) дифференциал {\displaystyle dx} вводится как часть определения интеграла[источник не указан 2594 дня].
- Также знак дифференциала используется в обозначении Лейбница для производной {\displaystyle f'(x_{0})={\frac {df}{dx}}(x_{0})}. Это обозначение мотивировано тем, что для дифференциалов функции {\displaystyle f} и тождественной функции {\displaystyle x} верно соотношение:
{\displaystyle d_{x_{0}}f=f'(x_{0}){\cdot }d_{x_{0}}x.}

## Определения

### Для функций
Дифференциал функции {\displaystyle f\colon \mathbb {R} \to \mathbb {R} } в точке {\displaystyle x_{0}\in \mathbb {R} } может быть определён как линейная функция
{\displaystyle d_{x_{0}}f(h)=f'(x_{0})h,}
где {\displaystyle f'(x_{0})} обозначает производную {\displaystyle f} в точке {\displaystyle x_{0}}, а {\displaystyle h} — приращение аргумента при переходе от {\displaystyle x_{0}} к {\displaystyle x_{0}+h}.
Таким образом {\displaystyle df} есть функция двух аргументов {\displaystyle df\colon (x_{0},h)\mapsto d_{x_{0}}f(h)}.
Дифференциал может быть определён напрямую, то есть, без привлечения определения производной, как функция {\displaystyle d_{x_{0}}f(h)}, линейно зависящая от {\displaystyle h}, и для которой верно следующее соотношение
{\displaystyle d_{x_{0}}f(h)=f(x_{0}+h)-f(x_{0})+o(h),\quad h\to 0.}

### Для функции нескольких переменных
Дифференциалом отображения {\displaystyle f\colon \mathbb {R} ^{n}\to \mathbb {R} ^{m}} в точке {\displaystyle x_{0}\in \mathbb {R} ^{n}} называют линейное отображение {\displaystyle d_{x_{0}}f\colon \mathbb {R} ^{n}\to \mathbb {R} ^{m}} такое, что выполняется условие
{\displaystyle d_{x_{0}}f(h)=f(x_{0}+h)-f(x_{0})+o(h),\quad h\to 0.}

## Связанные определения
- Отображение {\displaystyle f\colon \mathbb {R} ^{n}\to \mathbb {R} ^{m}} называется дифференцируемым в точке {\displaystyle x_{0}\in \mathbb {R} ^{n}}, если определён дифференциал {\displaystyle d_{x_{0}}f\colon \mathbb {R} ^{n}\to \mathbb {R} ^{m}}.

## Свойства
- Матрица линейного оператора {\displaystyle d_{x_{0}}f} равна матрице Якоби; её элементами являются частные производные {\displaystyle f}.
  - Отметим, что матрица Якоби может быть определена в точке, где дифференциал не определён.
- Дифференциал функции {\displaystyle f} связан с её градиентом {\displaystyle \nabla f} следующим определяющим соотношением
{\displaystyle d_{x_{0}}f(h)=\langle (\nabla f)(x_{0}),h\rangle }

## История
Термин «дифференциал» введён Лейбницем.
Изначально {\displaystyle dx} применялось для обозначения «бесконечно малой» — величины, которая меньше всякой конечной величины и всё же не равна нулю.
Подобный взгляд оказался неудобным в большинстве разделов математики, за исключением нестандартного анализа.

## Вариации и обобщения
Понятие дифференциала содержит в себе больше, чем просто дифференциал функции или отображения.
Его можно обобщать, получая различные важные объекты в функциональном анализе, дифференциальной геометрии, теории меры, нестандартном анализе, алгебраической геометрии и так далее.
- Дифференциал (дифференциальная геометрия)
- Дифференциалы высших порядков
- Дифференциал Ито
- Внешний дифференциал
- Производная Пеано
- Производная Фреше
- Вариация функционала